# Керенский Тихвинский монастырь
Керенский Тихвинский монастырь — православный мужской (ранее — женский) монастырь в селе Вадинск Пензенской области.

## История монастыря
Основан в 1683 году на месте явления Тихвинской иконы Божией Матери. В 1764 году упразднён по малочисленности, однако осталась женская монашествующая община. Благодаря керенскому однодворцу Филиппу Канакину на месте проданной в село Кандевка деревянной церкви в 1811 появилась новая каменная — иконы Пресвятой Богородицы «Живоносный Источник». (В советское время небольшую по размерам церквушку приспособили под кузницу. Поблизости от этого ныне действующего монастырского храма расположена купальня — вода в неё по трубам поступает из святого источника. По свидетельству очевидцев, после купания на Тихвинскую случались исцеления больных. Сам же источник находится у северной стены храма, рядом с амвоном. Над источником воздвигнута часовенка.) Керенский мещанин Дий Карпович Снетков в 1826 году устроил при общине богадельню, в которой спустя 20 лет проживало около 150 человек. В 1851 году общине возвращён статус монастыря. В 1915 году числилось уже более 500 инокинь. Керенский монастырь в начале XX века считался довольно богатым и знатным. Протоиерей главного монастырского Тихвинского храма отец Иоанн (Кантов) сообщает: «Богомольцы, совершающие благочестивое паломничество в Киев, Саров, Дивеев и Понетаевский монастыри, священным долгом считают посетить и Тихвинскую обитель».
Заметный вклад в храмоздательство монастыря внесла игуменья Анастасия 1-я (Тамбовцева). В 1840—1850-х одноэтажный Тихвинский храм, воздвигнутый в XVIII веке на средства керенского купца и фабриканта Алексея Мелякова, был перестроен в двухэтажный. Тщанием игуменьи Анастасии возведены тёплая каменная церковь во имя святого Николая Чудотворца и колокольня над Дмитриевским храмом (построенным также Меляковым). Никольская церковь сооружена на средства обители. При Анастасии 1-й построены три больших каменных корпуса: трапезный, больничный и настоятельский. С 1877 года и до начала XX века обителью управляла игуменья Анастасия 2-я (Архангельская). Её старанием распространён Тихвинский собор, устроен большой двухэтажный гостиный корпус и построено несколько служебных зданий при монастыре и на хуторах. До этого монастырь был скуден землёю, и от малоземелья, как пишет протоиерей Кантов, «в обители ощущался недостаток в средствах содержания». Благодаря заботам игуменьи о благосостоянии обители приобретены в «вечное владение» две дачи, одна площадью 149 десятин (так называемая «царская дача»), а другая в 348 десятин при деревне Щербаковке. В 1887 Анастасия 2-я удостоена благословения Святейшего Синода, а в 1888 награждена наперсным крестом.
По свидетельству протоиерея Кантова, «Швейная работа золотом и синелью как плащаницы, так и всех облачений, принадлежит монахиням здешнего монастыря, и по исполнению не оставляет желать лучшего». Ещё известно, что при монастыре имелся пчельник, состоявший из 100 ульев. Лошадей было 67, коров 170, из них 120 дойных и 50 телят. Кроме монастырского сада площадью две с половиной десятины, «раскинуты два довольно больших сада при дачах, где посажено 300 хорошего сорта яблонь, не считая многочисленных кустов разного рода смородины, крыжовника и других ягод».
В 1927 монастырь закрыт, имущество и земля национализированы, сёстры изгнаны. Некоторые, особо упорствовавшие, отправлены для «перевоспитания» в трудовой концентрационный лагерь на Соловки. В зданиях поочерёдно размещаются: тюрьма, детский дом, школа-интернат, средняя общеобразовательная школа, начальное профессиональное училище и филиал электромеханического завода.
В мае 1997 Тихвинский Керенский монастырь начал восстанавливаться как мужской. Восстановлены три храма: Тихвинский, Пресвятой Богородицы «Живоносный источник» и надвратный Дмитриевский. Никольский храм, в котором в советское время располагался один из производственных корпусов Нижне-Ломовского электромеханического завода (на месте алтаря был устроен туалет), находится в стадии глубокой реконструкции. Заново отстроенный барабан увенчан серебристым куполом с золотистым крестом. Ведутся работы по поиску ранее существовавшего подземного хода. В склепах Тихвинского соборного храма захоронены старцы: схиархимандрит Питирим, почивший в 2010, и Николай Стяжкинский, почитаемый в Пензенской области за святого. Прах отца Николая перенесён в обитель из села Стяжкино, где он был захоронен в 1926 году. По местной легенде, Николай Стяжкинский — родной отец советского премьера-реформатора, который в своё время неоднократно посещал могилу святого. На бугре за обителью погребены останки инокинь, собранные братией на бывшем монастырском кладбище, где хоронили не только обитательниц монастыря, но и уважаемых граждан города Керенска. В советское время на месте кладбища производилась добыча песка. От похороненных уцелели только отдельные кости. Наместником с начала возрождения и по настоящее время[когда?] является архимандрит Митрофан (Серёгин).
Комплекс сооружений Керенского монастыря внесён в список объектов культурного наследия Российской Федерации. На его территории сохранился ряд оригинальных зданий, в том числе четыре храма.

## Храмы монастыря

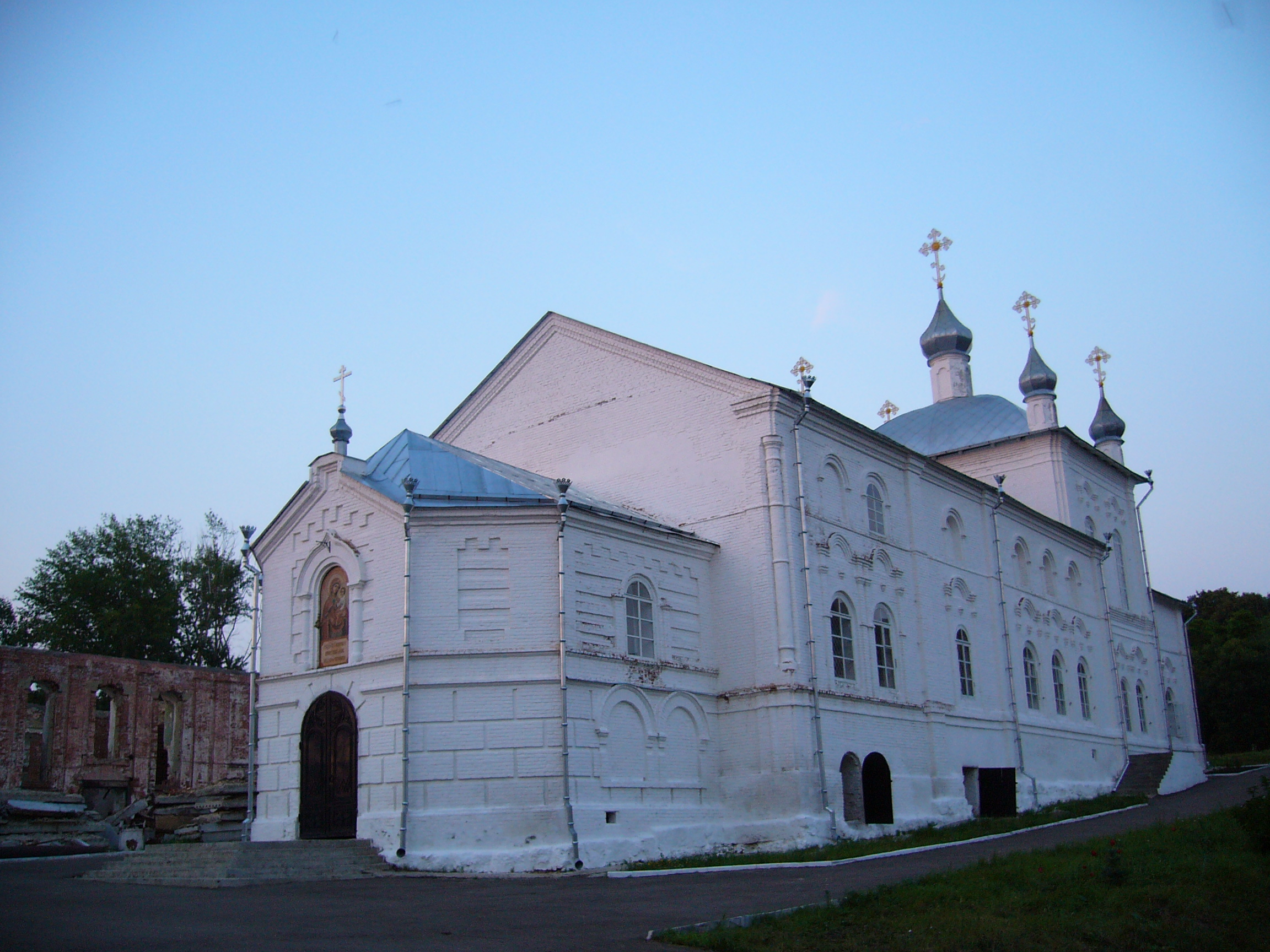
Церковь Тихвинской иконы Божией Матери в стенах Керенского монастыря

- Церковь Тихвинской иконы Божией Матери
- Церковь иконы Божией Матери «Живоносный источник»

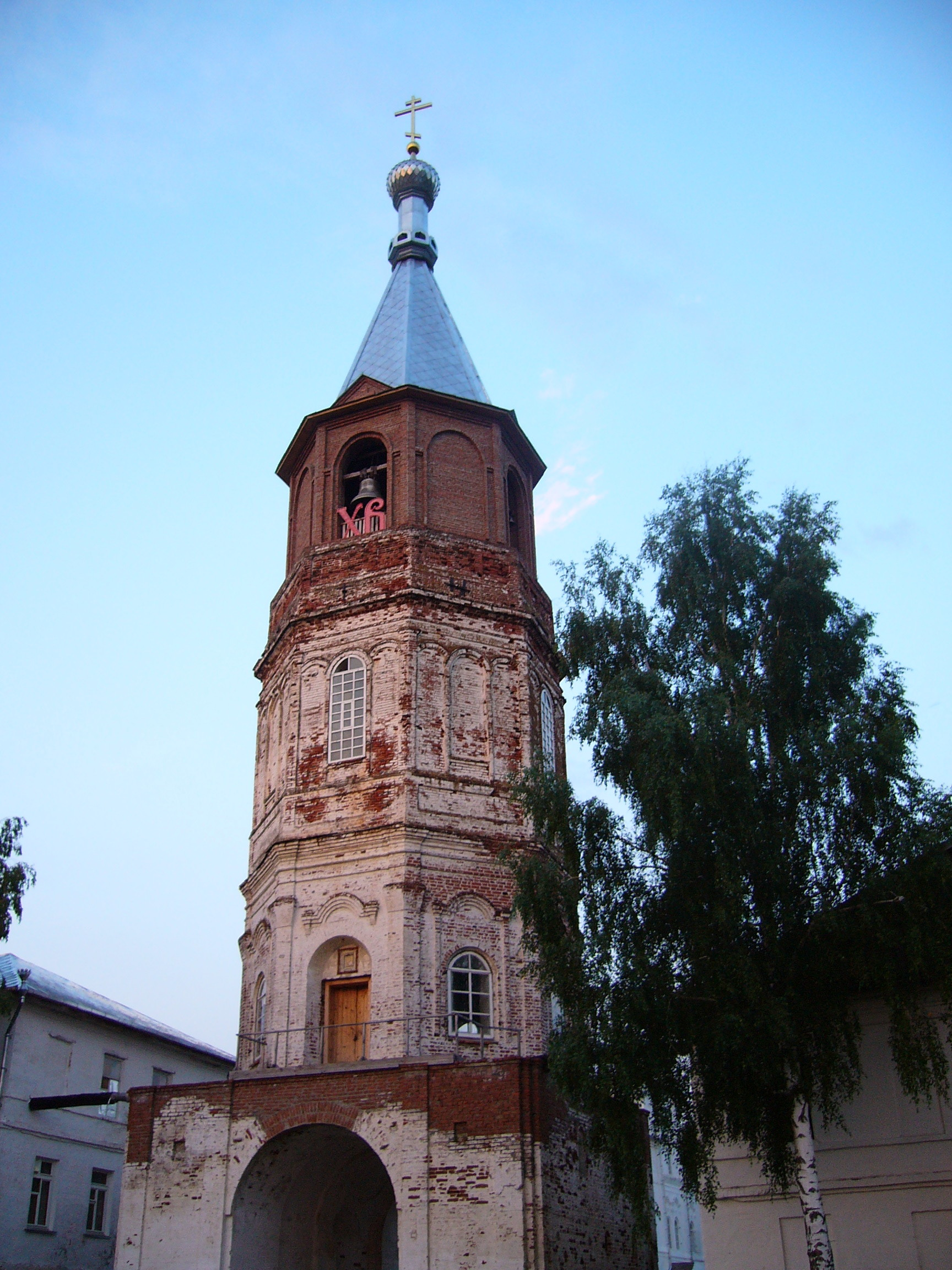
Колокольня монастыря. Во втором ярусе, над Святыми Вратами, церковь Димитрия Ростовского

- Церковь Св. Димитрия, митрополита Ростовского
- Церковь Николая Чудотворца

## Нецерковные здания монастыря
- Настоятельский корпус
- Трапезный корпус
- Училищный корпус
- Образной корпус
- Дом игумена